# 井村屋ほのか
井村屋 ほのか（いむらや ほのか）は、日本の女性声優。主にアダルトゲームに声をあてている。

## 人物
ネットラジオ『ほめられてのびるらじおPP』に出演した際、番組恒例の「Sですか?、Mですか?」の質問に対し、スタッフより『M村屋ほのか』（えむらやほのか）と名づけられた。また、その番組パーソナリティである荻原秀樹に対し、「荻原君」と呼んでいることも明かされた。

## 出演
太字はメインキャラクター。

### アダルトアニメ
- カルタグラ 〜ツキ狂イノ病〜（2009年、綾崎 楼子）
- きみはぐ（2009年、桜野 美恋）

### アダルトゲーム
2001年
- Angelus〜背徳の序曲〜（桜里瀬）

2002年
- BLUE（霧島水帆）

2003年
- 天使のいない12月（須磨寺雪緒）
- マージ 〜MARGINAL〜（ミラルカ）

2005年
- ToHeart2 XRATED（HMX-17a イルファ）
- カルタグラ 〜ツキ狂イノ病〜（綾崎楼子）
- 脅迫2 〜傷に咲く花 鮮血の紅〜（明姫繭）
- 甘恋天使（本条遼子）
- プリンセス小夜曲（カレン）

2006年
- 遥かに仰ぎ、麗しの（仁礼栖香）
- PP-ピアニッシモ-〈操リ人形ノ輪舞〉（御巫久遠）
- HORIZONT（イサドラ・カラス）
- まじかるティーチャー 先生は魔女?（柚木佳奈）
- 魔ヲ受胎セシ処女ノ苦悦（事代操）
- らぐな☆彡サイエンス（中塚凛）

2007年
- 恋姫†無双 〜ドキッ☆乙女だらけの三国志演義〜（呂布）
- プリミティブリンク（メイヤ・レノーラ）
- きみはぐ（桜野美恋）
- 和み匣 Innocent Greyファンディスク（御巫久遠）
- ああっお嬢様っ（橋野須美）
- 天使のたまご（神楽奏[2]）
- はっぴぃプリンセス（2007年 - 2008年、リーゼロッテ・フォン・ローゼンクローネ）- 2作品
- 明日の君と逢うために（藤崎あさひ）
  - 明日の七海と逢うために（2008年、藤崎あさひ）
- Sweet Home 〜Hなお姉さんは好きですか?〜（諸星京子）
- 牝贄女教師〜私は彼の前で跪く〜（御崎瑞希）

2008年
- ご主人様だ〜いすき（空・スピットファイア[3]）
- さくらシュトラッセ（ルゥリィ）
  - さくらんぼシュトラッセ（ルゥリィ）
- ノストラダムスに聞いてみろ♪（秋葉 穂ノ香）
- 蒼海の皇女たち（スティア・ノール）
- 11eyes -罪と罰と贖いの少女-（百野栞）
- 俺たちに翼はない〜Prelude〜（米田優）
- 姫巫女・繊月（来長麗愛）
- Coming×Humming!!（高遠鈴音）
- ちぇいすと☆ちぇいすっ!（姫神）
- 真・恋姫†無双 〜乙女繚乱☆三国志演義〜（呂布）
- ダンジョンクルセイダーズ2 〜永劫の楽土〜（ナーダ）
- マジカライド（美里）

2009年
- 俺たちに翼はない（米田優）
  - 俺たちに翼はない アフターストーリー（2010年、米田優）
- マジスキ 〜Marginal Skip〜（トスク）
- みここ!（武上小夜）
- BALDR SKY（2009年 - 2014年、桐島レイン）- 5作品
  - Dive1 "Lost Memory"（2009年）
  - Dive2 "RECORDARE"（2009年）
  - DiveX "DREAM WORLD"（2010年）
  - "ZERO"（2013年[4]）
  - "ZERO" 2（2014年[5]）
- Stellar☆Theater（狩野）
- ガチ乙女クインテット（エリセル・ハロウズ）
- 77 〜And, two stars meet again〜（天峰瑠々）
- ヘリオトロープ -それは死に至る神の愛-（皇海柚香）
- メモリア（相川智枝）
- だっこしてぎゅっ! 〜オレの嫁は抱き枕〜（茨森こよい）
- しろくまベルスターズ♪（サンタ先生）

2010年
- 真・恋姫†無双 〜萌将伝〜（呂布）
- のーぶる☆わーくす（源茅明）

2011年
- 初恋タイムカプセル〜幼馴染とキャッキャうふふ〜（白姫和葉）
- relations sister×sister.（長門いずみ[6]）
- 11eyes -Resona Forma-（百野栞）
- 未来ノスタルジア（春日伊織）
- でりばらっ! -deliverance of strays-（由布明日香）
- 神聖にして侵すべからず（実蒔希[7]）
- Strawberry Nauts（楠耶央[8]）
- 夢みる月のルナルティア（ラヴィ・ルーナ）

2012年
- Friends（那智優香[9]）
- 英雄*戦姫（ギルガメッシュ[10]、アトラス[11]）
- AngelGuard（アリス[12]
- 四畳半プリンセス（ヴェデット・ホワイト）

2013年
- 虚ノ少女（白崎未散、祠草未夜）

2014年
- 英雄*戦姫GOLD（アトラス、ギルガメシュ）[13]

2015年
- 神のラプソディ（リィン[14]）
- 真・恋姫†英雄譚2 〜乙女艶乱☆三国志演義［魏］〜（呂布[15]）

2016年
- 戦国†恋姫X〜乙女絢爛☆戦国絵巻〜（北条 朔夜 氏康[16]）

2017年
- 真・恋姫†夢想-革命-（2017年 - 2019年）- 3作品
  - 蒼天の覇王（2017年、呂布）
  - 孫呉の血脈（2018年、呂布）
  - 劉旗の大望（2019年、呂布）

2020年
- 虚ノ少女《NEW CAST REMASTER EDITION》（白崎未散、祠草未夜）
- 天ノ少女《PREMIUM EDITION》（白崎未散、祠草未夜）

2023年
- カルタグラ 〜ツキ狂イノ病〜《REBIRTH FHD SIZE EDITION》（綾崎楼子）
- 真・恋姫†英雄譚外伝 -白月の灯火-（呂布）[17]

2024年
- Strawberry Nauts -ストロベリーノーツ- Full HD Memorial Plus（楠 耶央）

### 一般ゲーム
- マージ〜あの時の遠い約束を〜（2003年、ミラルカ）- DC/PS2版
- カルタグラ 〜魂ノ苦悩〜（2005年、綾崎楼子）
- 77 〜beyond the Milky Way〜（2010年、天峰瑠々）

### ドラマCD
- 明日の君と逢うために（藤崎あさひ）

## 音楽CD
| 発売日         | 商品名                                  | 歌                                                         | 楽曲                                             | 備考                                                 |
| -------------- | --------------------------------------- | ---------------------------------------------------------- | ------------------------------------------------ | ---------------------------------------------------- |
| 2011年11月25日 | 夢みる月のルナルティア サウンドステージ | 青葉りんご、新堂真弓、夏野こおり、桐矢ノエル、井村屋ほのか | 「ようこそ☆ルナルティアへ」                      | PCゲーム『夢みる月のルナルティア』オープニングテーマ |
| 2011年11月25日 | 夢みる月のルナルティア サウンドステージ | ラヴィ・ルーナ（井村屋ほのか）                             | 「ようこそ☆ルナルティアへ（ラヴィ・ルーナver）」 | PCゲーム『夢みる月のルナルティア』関連曲             |